# Platycoryne
Platycoryne é um género botânico pertencente à família das orquídeas (Orchidaceae).

## Espécies
1. Platycoryne affinis Summerh., Kew Bull. 13: 61 (1958).
2. Platycoryne alinae Szlach., in Fl. Cameroun 34: 202 (1998).
3. Platycoryne ambigua (Kraenzl.) Summerh., Hooker's Icon. Pl. 33: t. 3239 (1934).
4. Platycoryne brevirostris Summerh., Kew Bull. 13: 68 (1958).
5. Platycoryne buchananiana (Kraenzl.) Rolfe in D.Oliver & auct. suc. (eds.), Fl. Trop. Afr. 7: 257 (1898).
6. Platycoryne crocea Rolfe in D.Oliver & auct. suc. (eds.), Fl. Trop. Afr. 7: 257 (1898).
7. Platycoryne guingangae (Rchb.f.) Rolfe in D.Oliver & auct. suc. (eds.), Fl. Trop. Afr. 7: 258 (1898).
8. Platycoryne isoetifolia P.J.Cribb, Kew Bull. 32: 141 (1977).
9. Platycoryne latipetala Summerh., Kew Bull. 13: 64 (1958).
10. Platycoryne macroceras Summerh., Kew Bull. 13: 66 (1958).
11. Platycoryne mediocris Summerh., Kew Bull. 13: 72 (1958).
12. Platycoryne megalorrhyncha Summerh., Bull. Misc. Inform. Kew 1933: 250 (1933).
13. Platycoryne micrantha Summerh., Kew Bull. 13: 71 (1958).
14. Platycoryne paludosa (Lindl.) Rolfe in D.Oliver & auct. suc. (eds.), Fl. Trop. Afr. 7: 256 (1898).
15. Platycoryne pervillei Rchb.f., Bonplandia (Hannover) 3: 212 (1855).
16. Platycoryne protearum (Rchb.f.) Rolfe in D.Oliver & auct. suc. (eds.), Fl. Trop. Afr. 7: 258 (1898).
17. Platycoryne trilobata Summerh., Kew Bull. 13: 67 (1958).